# Wiewiórka rudobrzucha
Wiewiórka rudobrzucha (Sciurus aureogaster) – gatunek ssaka z rodziny wiewiórkowatych (Sciuridae). Występuje w lasach na terenie południowo-zachodniej części Meksyku.
Długość wynosi wraz z głową i ciałem do 23–32 cm, ogon dorasta do 23–27 cm i jest koloru wielobarwnego. Ubarwienie jej jest szare z jaskrawymi, rudymi plamami na głowie i w okolicy ogona. Od strony brzusznej barwa futerka jest koloru rudego i ciemnobrązowego.
Z wyglądu przypomina nieco wiewiórkę pospolitą.
Tryb życia wiewiórki jest nadrzewny, odżywia się głównie owocami drzew na których bytuje.